# Trần Văn Nhựt
Trần Văn Nhựt (1935-2015), nguyên là một tướng lĩnh Bộ binh của Quân lực Việt Nam Cộng hòa, cấp bậc Chuẩn tướng. Ông xuất thân từ trường Võ bị Liên quân vào thời kỳ cuối của Quân đội Quốc gia Việt Nam. Ra trường, ông được phân bổ vào đơn vị Bộ binh, nhưng ngay sau đó được chuyển qua Lực lượng Thủy bộ (Bộ binh Hải quân) và đã phục vụ ở đơn vị này một thời gian dài. Sau này, ông trở lại đơn vị Bộ binh và lên đến chức vụ chỉ huy cấp Sư đoàn.

## Tiểu sử & Binh nghiệp
Ông sinh ngày 17 tháng 12 năm 1935, là con thứ 4 trong một gia đình tư thương trung lưu tại Sài Gòn. Từ năm 1948 đến năm 1953, ông học ở các trường Lasan Taberd, Đồng Nai và Trung học Tư thục Huỳnh Khương Ninh, Đakao, Sài Gòn. Đậu bằng Brevet Élémentaire Pháp, tương đương văn bằng Tú tài bán phần (Part I).

### Quân đội Quốc gia Việt Nam
Cuối tháng 9 năm 1953, ông tình nguyện nhập ngũ vào Quân đội Quốc gia, mang số quân: 55/ 700.743. Theo học khóa 10 Trần Bình Trọng tại trường Võ bị Liên Quân Đà Lạt, khai giảng ngày 1 tháng 10 năm 1953. Ngày 1 tháng 6 năm 1954 mãn khóa tốt nghiệp với cấp bậc Thiếu úy hiện dịch. Ra trường, ông được điều động đến Tiểu đoàn 68 Việt Nam với chức vụ Đại đội phó Đại đội 1 do Trung úy Thạch Khay làm Đại đội trưởng. Tháng 12 cùng năm, ông trúng tuyển vào Lực lượng Thủy bộ (Marine Infantry), tiền thân của Sư đoàn Thủy quân Lục chiến. Đến cuối tháng 7 năm 1954, ông được cử làm Đại đội trưởng Biệt động đội, đồn trú tại Nha Trang.

### Quân đội Việt nam Cộng hòa
Cuối tháng 10 năm 1955, sau khi đơn vị ông từ Quân đội Quốc gia chuyển sang phục vụ cơ cấu mới là Quân đội Việt Nam Cộng hòa, ông chỉ huy đơn vị tăng phái cho Tiểu đoàn 1 Thủy bộ tham gia chiến dịch Đinh Tiên Hoàng bình định miền Tây Nam phần do Đại tá Dương Văn Đức làm Chỉ huy trưởng. Ngày 26 tháng 10 cùng năm, ông được đặc cách thăng cấp Trung úy tại mặt trận. Cuối tháng 11, sau khi đơn vị Biệt động đội giải tán, ông được cử làm Đại đội trưởng Đại đội 1 kiêm Tiểu đoàn phó Tiểu đoàn 1 Thủy bộ do Đại úy Bùi Phó Chí làm Tiểu đoàn trưởng. Ngày 6 tháng 12 cùng năm tham dự trận Giồng Riềng, Rạch Giá. Đến giữa năm 1956, ông được cử đi du học lớp Không yểm tại Okinawa, Nhật Bản. Cuối năm 1958, tiếp tục được cử đi du học lớp căn bản Binh chủng dành cho sĩ quan tại căn cứ Thủy quân Lục chiến Quantico, Tiểu bang Virginia, Hoa Kỳ. Tháng 6 năm 1959 mãn khóa về nước, ông giữ chức vụ Tiểu đoàn phó Tiểu đoàn 1 Thủy quân Lục chiến do Đại úy Nguyễn Văn Tài làm Tiểu đoàn trưởng.
Tháng 11 năm 1960, ông được thăng cấp Đại úy, và được cử làm Tiểu đoàn trưởng Tiểu đoàn 1 thay thế Đại úy Lê Nguyên Khang. Đầu năm 1961, ông được đi du học lớp Chỉ huy Tham mưu tại căn cứ Quantico, Tiểu bang Virginia, Hoa Kỳ. Tháng 6 năm 1962 về nước, ông tái nhiệm lần thứ 2 làm Tiểu đoàn trưởng Tiểu đoàn 1 thay thế Đại úy Nguyễn Bá Liên.
Đầu tháng 11 năm 1963, ông tham gia trong cuộc đảo chính Tổng thống Ngô Đình Diệm (ngày 1 tháng 11). Ngày 2 tháng 11, ông được đặc cách thăng cấp Thiếu tá tại mặt trận và được cử giữ chức Tư lệnh phó kiêm Tham mưu trưởng Lữ đoàn Thủy quân Lục chiến thay thế Trung tá Nguyễn Bá Liên được cử làm Tư lệnh Lữ đoàn.
Tháng 3 năm 1964, sau cuộc Chỉnh lý nội bộ ngày 30 tháng 1 của tướng Nguyễn Khánh, ông nhận lệnh bàn giao chức vụ Tư lệnh phó Lữ đoàn Thủy quân Lục chiến lại cho Thiếu tá Nguyễn Thành Yên và chức vụ Tham mưu trưởng Lữ đoàn lại cho Đại úy Bùi Thế Lân, sau đó ông được cử đi làm Tùy viên Quân lực đặt cạnh Tòa Đại sứ Việt Nam Cộng hòa tại Manila, Philippines.
Ngày lễ Quốc khánh Đệ Nhị Cộng hòa 1 tháng 11 năm 1966, ông được thăng cấp Trung tá tại nhiệm. Tháng 2 năm 1967, rời Philippines về nước, ông được giữ chức Phụ tá Đổng lý Văn phòng Bộ Quốc phòng. Tháng 9 cùng năm, ông chuyển trở về Bộ binh được bổ nhiệm chức vụ Chỉ huy trưởng Trung tâm Huấn luyện Sư đoàn 18 Bộ binh đặt tại Long Giao, Long Khánh. Tháng 4 năm 1968, ông chuyển ra đơn vị tác chiến giữ chức vụ Trung đoàn trưởng Trung đoàn 43 thuộc Sư đoàn 18 Bộ binh. Đầu năm 1969, chuyển sang làm Trung đoàn trưởng Trung đoàn 48 cùng Sư đoàn.
Tháng giêng năm 1970, biệt phái sang lĩnh vực Hành chính, ông được bổ nhiệm làm Tỉnh trưởng kiêm Tiểu khu trưởng Bình Long thay thế Trung tá Dương Văn Thụy. Ngày lễ Quốc khánh 1 tháng 11 năm 1971, ông được thăng cấp Đại tá tại nhiệm.
Hạ tuần tháng 8 năm 1972, sau trận chiến Mùa hè đỏ lửa giữ vững An lộc, thuyên chuyển ra miền Trung, ông được bổ nhiệm chức vụ Tư lệnh Sư đoàn 2 Bộ binh thay thế Chuẩn tướng Phan Hòa Hiệp, sau khi bàn giao chức vụ Tỉnh trưởng kiêm Tiểu khu trưởng Bình Long lại cho Đại tá Phạm Văn Phúc. Ngày Quốc khánh 1 tháng 11 cùng năm, ông được đặc cách tại mặt trận thăng cấp Chuẩn tướng tại nhiệm.
- Sư đoàn 2 Bộ binh vào thời điểm tháng 3/1975, nhân sự của Bộ Tư lệnh Sư đoàn và Chỉ huy các Trung đoàn được phân bổ trách nhiệm như sau:

-Tư lệnh - Chuẩn tướng Trần Văn Nhựt
-Tư lệnh phó - Đại tá Hoàng Tích Thông
-Tham mưu trởng - Đại tá Nguyễn Khoa Bảo
-Chỉ huy Pháo binh - Đại tá Lê Thương
-Trung đoàn 4 - Đại tá Trương Đăng Liêm
-Trung đoàn 5 - Đại tá Tôn Thất Lữ
-Trung đoàn 6 - Trung tá Tôn Thất Hổ

## 1975
Ngày 25 tháng 3, di tản Sư đoàn 2 Bộ binh ra đảo Lý Sơn (thuộc tỉnh Quảng Ngãi), sau đó chiều ngày 1 tháng 4 được tàu Hải quân chở vào Bình Tuy. Tại đây Sư đoàn được bổ sung quân số và tái trang bị. Ngày 13 và 14, Sư đoàn 2 được điều động ra mặt trận Phan Rang. Ngày 16 tháng 4, địch quân chọc thủng phòng tuyến Phan Rang, ông cùng Sư đoàn di tản vào miền Nam.
Trưa ngày 29 tháng 4, tại Vũng Tàu cùng với Phó Đề đốc Hồ Văn Kỳ Thoại dùng phi cơ trực thăng cơ hữu UH-1 bay ra biển. Tiếp theo được di tản đến Căn cứ Hải quân "Subic Bay" của Hoa Kỳ tại Philippines.
Sau đó sang định cư tại Houston, Tiểu bang Texas. Thời gian sau di chuyển về Orange County, Tiểu bang California, Hoa Kỳ.
Ngày 5 tháng 1 năm 2015, ông từ trần tại Santa Ana, California, Hoa Kỳ. Hưởng thọ 80 tuổi.

## Huy chương
- Huy chương Việt Nam Cộng hòa:
-Huy chương đệ nhất hạng Chương mỹ Bội tinh
-Sáu mươi huy chương quân sự và dân sự.
- Huy chương Hoa Kỳ:
-Hai Huy chương ngôi sao bạc (Silver Star).
-Huy chương Danh dự Bội tinh (Legion of Merit).
-Hai Huy chương ngôi sao đồng với V (Valor).
-Huy chương Lục quân Vinh công Bội tinh với V (Valor).

## Gia tộc và Gia đình
- Tổ tiên của tướng Nhựt nguyên gốc họ Tô, quê ở miền Trung. Đầu thế kỷ 19 vào Nam lập nghiệp tại Ba Tri, Bến Tre. Đến đời thân phụ ông cải tộc thành họ Trần và lên định cư ở Sài gòn.
- Thân phụ: Cụ Trần Văn Ngọ
- Thân mẫu: Cụ Huỳnh Thị Liên

(Hai cụ có bảy người con gồm 6 trai, 1 gái).
- Phu nhân: Bà Trần Kim Lan

Ông bà có 4 người con trai:
Trần Tuấn Nguyên, Trần Hữu Nghĩa, Trần Văn Nga và Trần Kim Ngân